# Per-Olof Söderberg
Per-Olof Ragnar Söderberg, född 21 november 1955 i Göteborgs Johannebergs församling, Göteborgs och Bohus län, är en svensk företagsledare. Han är styrelseordförande och delägare i det börsnoterade investmentbolaget Förvaltnings AB Ratos, som grundats av farfadern Ragnar Söderberg och dennes bror Torsten Söderberg. 
Söderberg är före detta VD i Dahl International och medgrundare av försäkringsmäklarbolaget Söderberg & Partners. Han är även styrelseledamot i Oxigene Inc. sedan oktober 1997. Han är även styrelseledamot och delägare i Sobro.